# Холоша, Владимир Иванович
Влади́мир Ива́нович Холо́ша (укр. Володимир Іванович Холоша; род. 1 августа 1955, село Старый Иржавец) — министр Украины по делам защиты населения от последствий Чернобыльской катастрофы в 1994—1996 годах.

## Биография
Родился 1 августа 1955 года в селе Старый Иржавец, Оржицкого района, Полтавской области, отец Иван Иванович (1925) и мать Надежда Кузьминична (1925) — пенсионерка; жена Тамара Ивановна (1955); дочь Наталья (1980).
Образование: Киевский политехнический институт (1972—1978), «Автоматизация теплоэнергетических процессов», инженер-теплоэнергетик и Киевский государственный экономический университет (1993), «Экономика и управление производством», экономист.
- Апрель 1978 — август 1980 — дежурный электрослесарь.
- Август 1980 — июнь 1985 — начальник смены цеха, начальник смены блока.
- Июль 1985 — август 1987 — заместитель секретаря парткома Чернобыльской АЭС.
- Август 1987 — март 1990 — секретарь парткома, ПО «Комбинат».
- Март 1990 — январь 1991 — секретарь парткома
- Январь 1991 — март 1992 — заместитель генерального директора по кадрам и соц. вопросам, НПО «Припять».
- С 16 марта 1992 по январь 1996 года — заместитель Министра — начальник Администрации зоны отчуждения[1].
- С января 1995 — и. о. Министра, с 5 января 1996 — Министр по делам защиты населения от последствий аварии на ЧАЭС[2].
- С 12 декабря 1996 по 14 января 1999 года — 1-й заместитель Министра Украины по вопросам чрезвычайных ситуаций и по делам защиты населения от последствий Чернобыльской катастрофы[3][4].
- С 14 января 1999 по 7 апреля 2000 года — заместитель Министра Украины по вопросам чрезвычайных ситуаций и по делам защиты населения от последствий Чернобыльской катастрофы — начальник Администрации зоны отчуждения и зоны безусловного (обязательного) отселения[5][6].
- С 14 июня 2000 по 13 июня 2005 года — начальник Государственного департамента — Администрации зоны отчуждения и зоны безусловного (обязательного) отселения[7][8].
- С 13 июня по 5 ноября 2005 года — 1-й заместитель начальника Государственного департамента — Администрации зоны отчуждения и зоны безусловного (обязательного) отселения[9][10].
- С 11 ноября 2005 по 24 декабря 2010 года — заместитель Министра Украины по вопросам чрезвычайных ситуаций и по делам защиты населения от последствий Чернобыльской катастрофы[11][12].
- C 24 декабря 2010 по 16 октября 2014 года — Председатель Государственного агентства Украины по управлению зоной отчуждения[13][14].

Хобби: рыбалка, футбол.

## Награды
Лауреат Государственной премии Украины в области науки и техники (2000). Орден «Знак Почёта» (1989). Орден «За заслуги» III (23 октября 2001), II (21 апреля 2006), I ст. (15 сентября 2011).